# Киннгуа
Киннгуа (дат. Qinngua-dalen) — долина на юге Гренландии.
Долина Киннгуа расположена в общине Куяллек около посёлка Тасиусак. Территория знаменита тем, что здесь расположен единственный в Гренландии естественный лес.
Длина долины с севера на юг — около 15 км, площадь около 600 га. Ручьи Киннгуа относятся к бассейну озера Тасерсуаг, воды которого стекают в фьорд Тасермиут. Долина окружена горами высотой до 1500 м, а от открытого моря её отделяет около 50 км, что создаёт в ней особый микроклимат.
В лесу в основном произрастают берёза пушистая, ива сизая и рябина красивая. Реже встречается ольха зелёная. Эти деревья типичны для Гренландии, но в лесу Киннгуа они могут достигать высоты нескольких метров, а некоторые и 7-8 м. В других частях острова они обычно не превышают одного метра, за исключением нескольких рощ и искусственных посадок. Всего в лесу насчитывается до 300 видов.
Лес долины Киннгуа охраняется с 1930-х гг, но официально статус охраняемой территории получил в 2005 году.
Климат Гренландии относится к арктическому поясу, долина Киннгуа — одно из немногих мест острова, где климат субарктический. В некоторых датских источниках долина указана как Paradisdalen («Райская долина»).

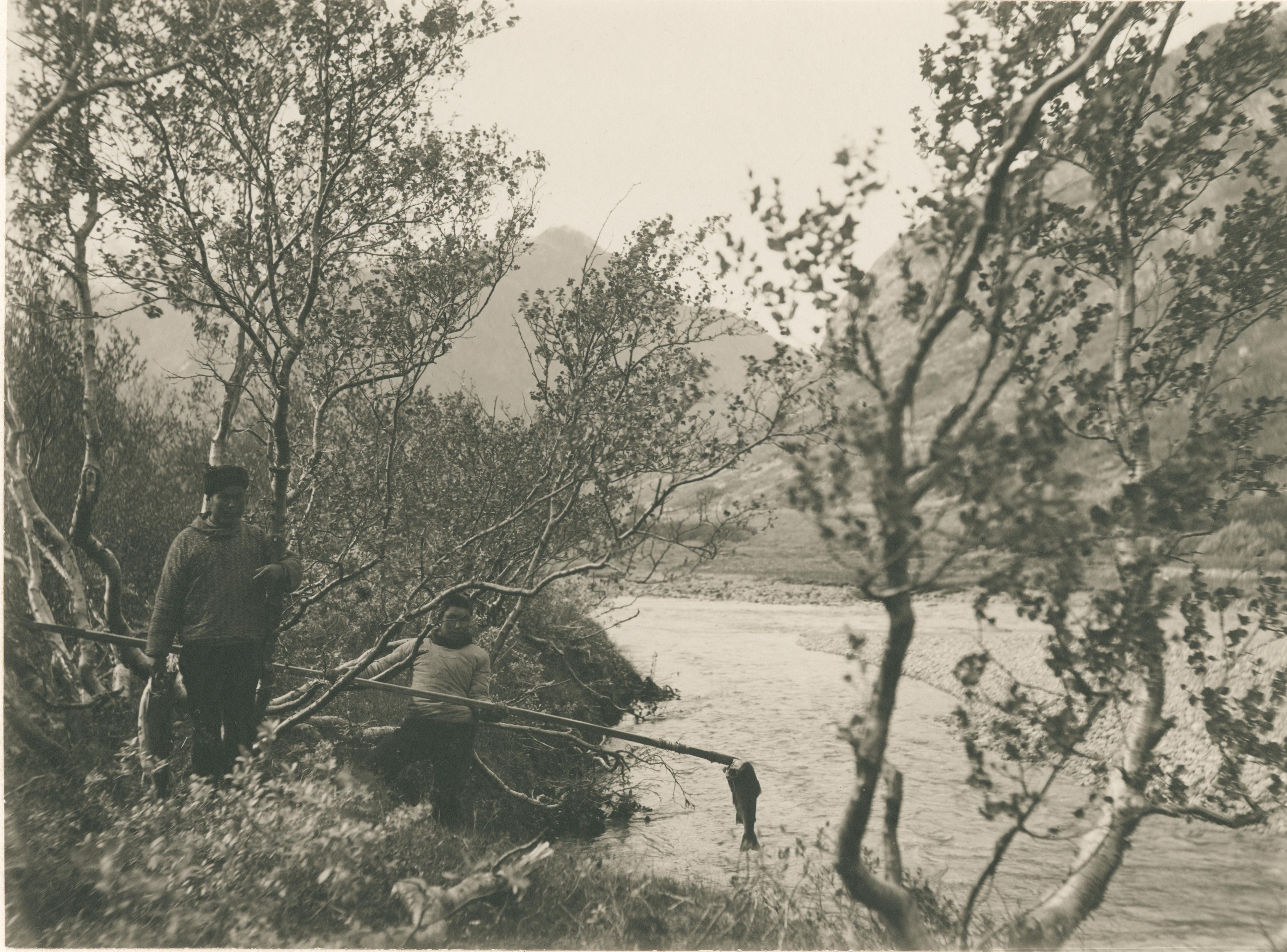
Ловля форели инуитами в 1900-е гг. Хорошо видна высота деревьев по сравнению с ростом человека